# ستاد لشکر
ستاد لشکر مربوط به دوره پهلوی اول است و در اورمیه، میدان انقلاب واقع شده و این اثر در تاریخ ۲۲ تیر ۱۳۷۹ با شمارهٔ ثبت ۲۷۶۳ به‌عنوان یکی از آثار ملی ایران به ثبت رسیده است.